# 笹島町
笹島町（ささしまちょう）は、愛知県名古屋市中村区の町名。現在は、鉄道用地のみ。

## 歴史
江戸期までは愛知郡広井村の枝郷という扱いで、江戸後期成立の『尾張国地名考』に「広井村 支村 笹嶋」とある。『尾張徇行記』によれば、もともと広井村西方の「外田字篠島」と呼ばれる場所であったが、1805年（文化2年）から民家が増えたので支村「笹島」として枝郷を立てたのだという。

### 町名の由来
広井村の小字名「笹島」による。古くは「篠島」と書いた。由来は定かではないが、大昔は当地付近まで入り江となっていたことから海に関係する地名との説がある。

### 行政区画の変遷
- 1889年（明治22年）
  - 7月1日 - 広井村の一部により、名古屋区笹島町として成立[1]。
  - 10月1日 - 名古屋市成立により、同市笹島町となる[1]。
- 1901年（明治34年）4月17日 - 広井の一部を編入する[1]。
- 1910年（明治43年）10月 - 名古屋鉄道郵便局を開局[4]。
- 1908年（明治41年）4月1日 - 中区成立に伴い、同区笹島町となる[1]。
- 1937年（昭和12年）10月1日 - 中村区および西区にそれぞれ一部が編入される[1]。
- 1938年（昭和13年）9月1日 - 中区笹島町の一部が同区広小路西通に編入される[1]。
- 1940年（昭和15年）5月1日 - 中村区笹島町1丁目の一部が椿町3丁目に編入される[5]。
- 1944年（昭和19年）2月11日 - 中区および西区笹島町がそれぞれ中村区笹島町に統合される[1]。
- 1977年（昭和52年）10月23日 - 一部が名駅一丁目・同二丁目・同四丁目および牛島町の各一部にそれぞれ編入される[6]。
- 1981年（昭和56年）6月7日 - 鉄道敷地を残し、名駅南一丁目に編入される[1]。

## 交通

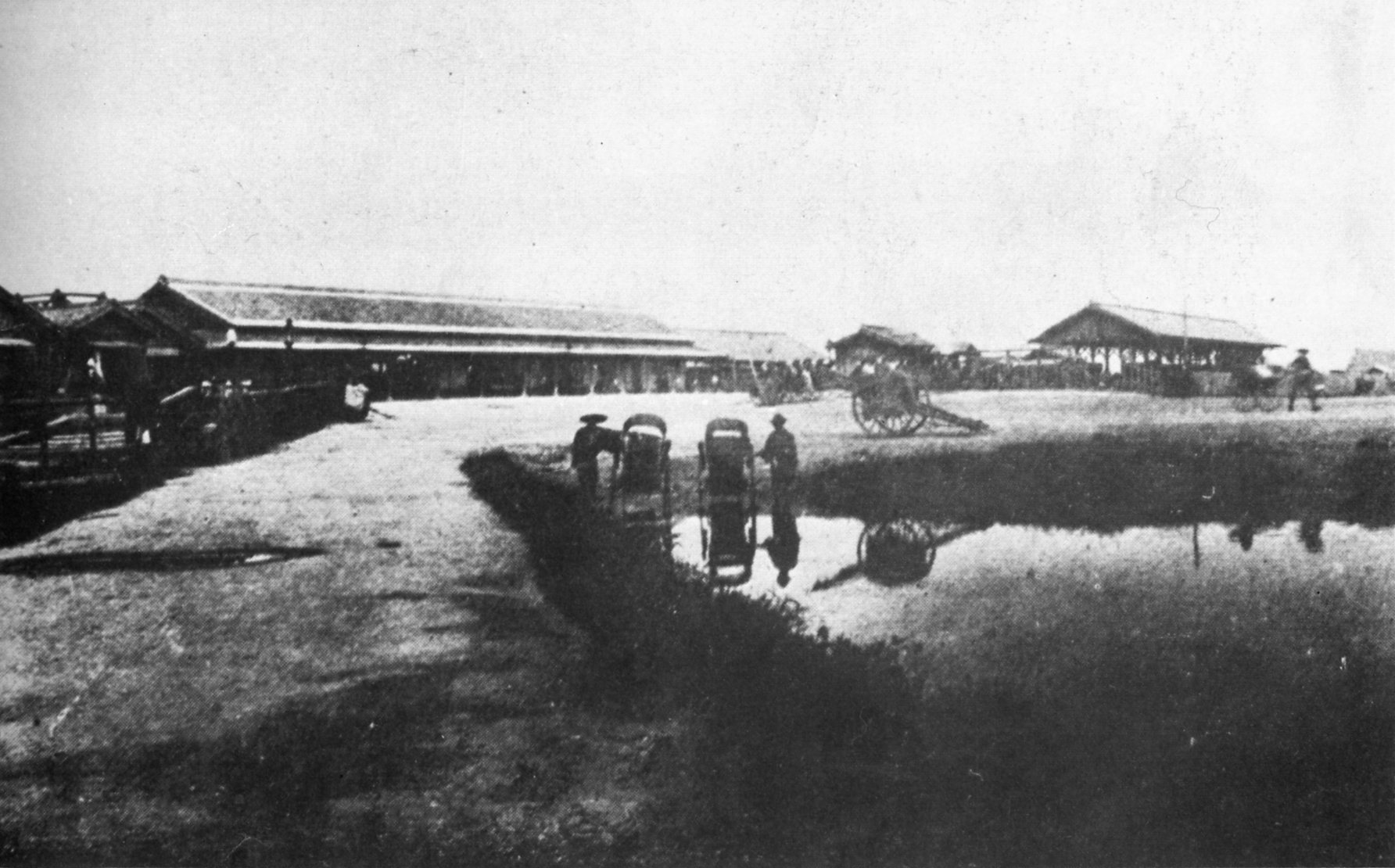
開業当初の名古屋駅の様子（1890年前後）

1886年（明治19年）に町域の南側において東海道本線名古屋駅が開業したことで、駅前としてシナ忠を代表とする旅館・食堂・運送業者などが集積しはじめ、1898年（明治31年）には名古屋電気鉄道の手により路面電車が開業し、名古屋市の代表的ターミナルとして機能することとなった。1937年（昭和12年）には名古屋駅が町域の南部から中央付近に移転し、町域の全域がターミナル機能を分担するに至った。

### 周辺の道路
- 名駅通
- 広小路通（愛知県道60号名古屋長久手線）
- 太閤通（愛知県道68号名古屋津島線）